# UKフィナンシャル・インベストメンツ
UKフィナンシャル・インベストメンツ(UKFI)とは、イギリス政府出資の企業。2007年に始まる金融危機で投入された公的資金によって取得した資産を管理する企業である。その資産にはロイズ・バンキング・グループ(41%所有)、 ロイヤルバンク・オブ・スコットランド(RBS:84%所有)、ノーザン・ロック、ブラッドフォード・アンド・ビングレーの資産が含まれる。

## 投資目的
政府は、「金融の安定性を守ることによって株主としての国民にとっての企業価値を高め、中小企業や住宅ローン利用者に2007年の時程の条件で借り入れ可能にすることを目的にする」としている。

## 経営陣
経営陣には民間人の会長及び、3人の民間人の社外取締役そして、1人の財務官僚の社長が入る方針で人選が進められ、フィリップ・ハンプトン(セインズベリー社長) を会長、財務官僚ジョン・キングマンを社長 、社外取締役としてグレン・モレノ(ピアソン会長) ピーター・ギッブス(ターコイス会長) ルシンダ・リッチース(元UBS) マイケル・カークウッド(元シティグループ)を選任して発足した。
その後フィリップ・ハンプトンがRBSの会長となりUKFI会長を退き、UBS出身のロビン・ブーデンバーグが会長となった。

## 議論
BBCのジャーナリスト ロバート・パターソンは、ここ一、二年の間はUKFIは大蔵省、イングランド銀行、英国金融サービス機構等と同等の重要性を国民に取って持つと指摘している。
また、グレン・モレノがリヒテンシュタインの脱税の申し立てがされたLGT銀行の評議員であったことが明らかになり、役員を長く続けることは無い旨の発表を行った。